# Cassagnes (Lot)
Cassagnes è un comune francese di 221 abitanti situato nel dipartimento del Lot nella regione dell'Occitania.

## Società

### Evoluzione demografica
Abitanti censiti